# Ospedale Conti
L'ospedale Antonio Conti è un ospedale storico di Sassari, già sanatorio per la tubercolosi e ora poliambulatorio della ATS di Sassari.
Nei primi anni della sua apertura, era costituito da 14 padiglioni a un piano, collegati tutti tra loro. Un lungo corridoio centrale vetrato, li riuniva ad anello.
Nell'edificio principale vi era la sede della direzione, i laboratori e gli alloggi per le suore, mentre i medici e gli infermieri avevano dei locali adibiti a spogliatoi e ambulatori dedicati alle visite.
Gli altri caseggiati erano divisi tra cucina, cinematografo e i reparti di degenza, che potevano disporre, nei primi tempi, circa 300 posti letto (divisi fra uomini e donne), a cui vennero aggiunti, alcuni anni più tardi, 70 letti per il reparto pediatrico.